# Pauh Menang
Pauh Menang is een bestuurslaag in het regentschap Merangin van de provincie Jambi, Indonesië. Pauh Menang telt 2345 inwoners (volkstelling 2010).